# Samoa na Letnich Igrzyskach Paraolimpijskich 2000
Samoa na Letnich Igrzyskach Paraolimpijskich 2000 w Sydney reprezentował jeden lekkoatleta, który nie zdobył żadnego medalu. Był to debiut reprezentacji Samoa na igrzyskach paraolimpijskich.

## Wyniki

### Lekkoatletyka
Konkurencje biegowe
| Zawodnik       | Konkurencja       | Eliminacje | Eliminacje | Finał    | Finał   | Źródło |
| Zawodnik       | Konkurencja       | Rezultat   | Miejsce    | Rezultat | Miejsce | Źródło |
| -------------- | ----------------- | ---------- | ---------- | -------- | ------- | ------ |
| Mose Faatamala | bieg na 100 m T46 | 12,41      | 6          | NQ       | NQ      | [ 2 ]  |

Konkurencje techniczne
| Zawodniczka    | Konkurencja        | Finał    | Finał   | Źródło |
| Zawodniczka    | Konkurencja        | Rezultat | Miejsce | Źródło |
| -------------- | ------------------ | -------- | ------- | ------ |
| Mose Faatamala | rzut oszczepem F46 | 37,81 m  | 7       | [ 3 ]  |